# Isonychus braumeisteri
Isonychus braumeisteri är en skalbaggsart som beskrevs av Frey 1969. Isonychus braumeisteri ingår i släktet Isonychus och familjen Melolonthidae. Inga underarter finns listade i Catalogue of Life.